# Bank of New York Mellon
La Bank of New York Mellon Corporation (NYSE:BK), comunemente indicata come BNY Mellon, è una società multinazionale del settore bancario e dei servizi finanziari costituita il 1º luglio 2007 dalla fusione tra The Bank of New York, fondata nel 1784, e Mellon Financial Corporation, a sua volta fondata nel 1869. BNY Mellon è stata costituita dalla fusione della Banca di New York e della Mellon Financial Corporation nel 2007. È tra le più grandi banche depositarie al mondo con 1,8 trilioni di dollari di asset in gestione e 44,3 trilioni di dollari di attività alla fine dell'anno fiscale 2022, è considerata una banca di importanza sistemica dal Consiglio per la stabilità finanziaria ed è costituita nel Delaware. Nel 2025 Ripple seleziona questa banca per far custodire le propre riserve della stablecoin RLUSD, nella quale crede sia possibile collegare finanza tradizionale e criptovalute tramite infrastrutture di asset digitali conformi e scalabili, utilizzando tecnologie informatiche avanzate , es. DLT , utilizzate dalle big four americane tra cui Bank of America, Wells Fargo, Citigroup e JP Morgan.
Tramite il predecessore Bank of New York, è una delle tre più antiche società bancarie degli Stati Uniti e tra le banche più antiche del mondo, essendo stata fondata nel giugno 1784 da un gruppo che includeva un dei padri fondatori degli Stati Uniti, Alexander Hamilton. La T. Mellon and Sons Bank, fu fondata a Pittsburgh nel 1869 da Thomas Mellon e dai suoi figli Richard e Andrew, l'ultimo dei quali divenne in seguito Segretario del Tesoro degli Stati Uniti. La banca sostituì il suo nome con Mellon National Bank nel 1902.

## Storia
La prima banca negli Stati Uniti nasce a Filadelfia: è la Bank of North America, istituita dal Congresso Continentale nel 1781;  Alexander Hamilton, Thomas Jefferson e Benjamin Franklin erano tra i suoi soci fondatori.
L'industria navale di New York è molto irritata per la mancanza di una banca che, oltre a tutto, distribuisce dividendi del 14%. Mesi di discussioni culminano in un incontro del 1784 in un caffè di St. George's Square che porta alla costituzione della Bank of New York Company. Sono vendute 723 azioni, detenute da 192 persone.  Aaron Burr ne aveva tre e Alexander Hamilton ne possedeva uno e mezzo.  Il primo presidente è Alexander McDougall e il cassiere William Seton. I primi uffici sono nella vecchia Walton Mansion a New York City. Nel 1787 si trasferisce in uno stabile di Hanover Square e nel 1789 fornisce al governo degli Stati Uniti il suo primo prestito. Il prestito, curato da Hamilton, allora Segretario del Tesoro, serve per pagare gli stipendi dei membri del Congresso degli Stati Uniti e del presidente George Washington.
La Bank of New York è la prima società ad essere quotata alla Borsa di New York quando è aperta per la prima volta nel 1792. Nel 1796 la banca si trasferisce all'angolo tra Wall Street e Williams Street. Ha il monopolio sui servizi bancari della città fino a quando non viene fondata nel 1799 da Aaron Burr la Bank of the Manhattan Company.

## La fusione nel 2007
Il 4 dicembre 2006, la Bank of New York e la Mellon Financial Corporation annunciarono la fusione che ha creato la più grande società di servizi di titoli al mondo e una delle più grandi società di gestione patrimoniale unendo l'attività di gestione patrimoniale di Mellon e le specialità di servizi di asset e prestiti a breve termine della Banca di New York.  Le aziende prevedevano di risparmiare circa 700 milioni di dollari in costi e di tagliare circa 3.900 posti di lavoro.
L'accordo è stato valutato a 16,5 miliardi di dollari e, secondo i suoi termini, gli azionisti della Bank of New York hanno ricevuto 0,9434 azioni della nuova società per ogni azione della Bank of New York posseduta, mentre gli azionisti di Mellon Financial hanno ricevuto 1 azione della nuova società per ogni azione Mellon che possedevano. La Banca di New York e Mellon Financial hanno stipulato accordi di opzione su azioni reciproche per il 19,9% delle azioni ordinarie in circolazione dell'emittente. La fusione è stata finalizzata il 1º luglio 2007. La sede principale delle attività della società era situata presso l'ufficio di One Wall Street precedentemente detenuto dalla Bank of New York. Il nome completo della società divenne The Bank of New York Mellon Corp., con il marchio BNY Mellon utilizzato per la maggior parte delle linee di business.

### BNY Mellon dopo la fusione
Nell’ottobre 2008, il Tesoro degli Stati Uniti ha nominato BNY Mellon custode principale del fondo di salvataggio del Troubled Asset Relief Program (TARP) durante la crisi finanziaria del 2007-2010. BNY Mellon si è aggiudicata l'incarico, che comprendeva la gestione della contabilità e della tenuta dei registri per il programma, attraverso una procedura di gara. Nel novembre 2008, la società ha annunciato che avrebbe licenziato 1.800 dipendenti, ovvero il 4% della sua forza lavoro globale, a causa della crisi finanziaria. Secondo i risultati di uno stress test del febbraio 2009 condotto dalle autorità di regolamentazione federali, BNY Mellon era una delle sole tre banche in grado di resistere a un peggioramento della situazione economica. La società ha ricevuto 3 miliardi di dollari dal TARP, che ha rimborsato integralmente nel giugno 2009, insieme a 136 milioni di dollari per riacquistare warrant dal Tesoro nell'agosto 2009
Nell'agosto 2009, BNY Mellon ha acquistato Insight Investment, un'azienda di gestione di fondi esterni, da Lloyds Banking Group.  La società ha acquisito la Global Investment Servicing Inc. di PNC Financial Services nel luglio 2010 e l'attività di gestione patrimoniale di Talon Asset Management nel 2011.
Nel 2013, il capitale dell'azienda era aumentato costantemente dopo la crisi finanziaria. Nei risultati dello stress test Dodd-Frank della Federal Reserve nel 2013, la banca è stata meno colpita da ipotetici scenari economici estremi tra le banche testate. È stata anche la migliore nello stesso test nel 2014.

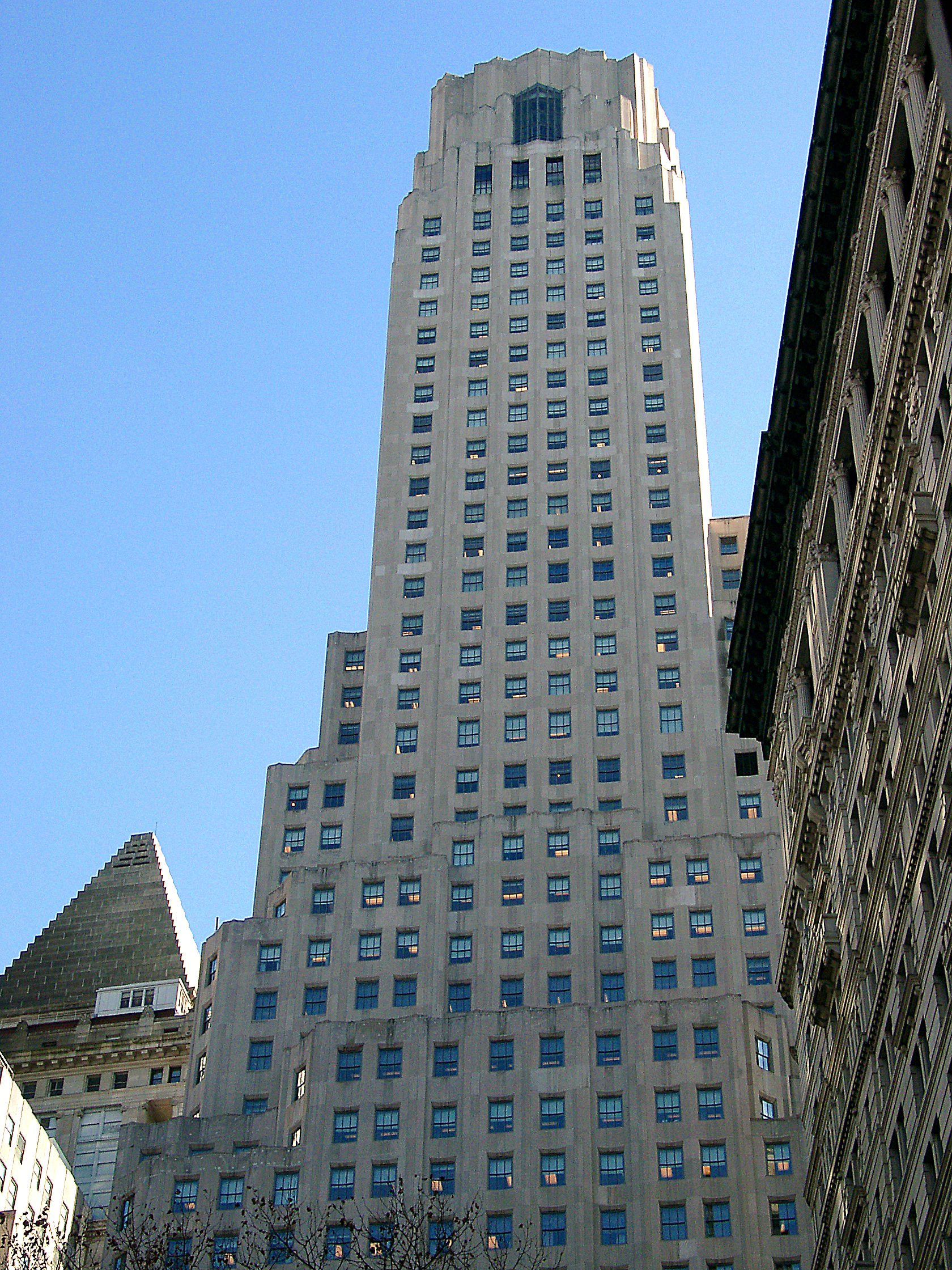
Fino al 2014 la sede di The Bank of New York Mellon a Wall Street

BNY Mellon ha avviato una campagna di marketing nel 2013 per aumentare la notorietà dell'azienda che includeva un nuovo slogan e un nuovo logo.
Nel 2013, la banca ha iniziato a costruire un nuovo sistema IT chiamato NEXEN che utilizza la tecnologia open source e include componenti come un archivio API, analisi dei dati e un ambiente di cloud computing.
Nel maggio 2014, BNY Mellon ha venduto la sua sede centrale a Wall Street,  e nel 2015 si è trasferita in uno spazio affittato a Brookfield Place, sempre a New York.  Nel giugno 2014, la società ha unito i suoi mercati globali, i servizi collaterali globali e i servizi principali per creare il nuovo Markets Group, noto anche come BNY Markets Mellon. La società ha ampliato il proprio ufficio di Hong Kong nell'ottobre 2014 come parte dei piani della società per far crescere la propria attività di gestione patrimoniale.
Tra il 2014 e il 2016, BNY Mellon ha aperto centri di innovazione focalizzati su tecnologie emergenti, big data, progetti digitali e basati su cloud, con la prima apertura nella Silicon Valley.
Nel settembre 2017, BNY Mellon ha venduto CenterSquare Investment Management al suo team di gestione e alla società di private equity Lovell Minnick Partners. Nel gennaio 2018, BNY Mellon ha annunciato che avrebbe nuovamente spostato la sede centrale, a meno di quattro anni dal trasferimento precedente. L'ubicazione della sede centrale è stata annunciata come 240 Greenwich Street, una ridenominazione dell'edificio per uffici 101 Barclay Street già di proprietà di BNY Mellon a Tribeca, New York City. BNY Mellon possedeva l'edificio per uffici da oltre 30 anni, con il controllo dell'ubicazione ottenuto tramite un contratto di locazione del terreno di 99 anni. Lo stesso anno, la società acquistò la sede dalla città per 352 milioni di dollari.
Nel febbraio 2020, Mellon ha annunciato di aver integrato con successo Liontrust Asset Management nella sua nuova piattaforma di operazioni di investimento.